# Mythicomyiidae
Famille
Les Mythicomyiidae sont une famille de petits insectes diptères.

## Sous-familles
- Empidideicinae
- Glabellulinae
- Leylaiyinae
- Mythicomyiinae
- Platypyginae (dont Cyrtosia)
- Psiloderoidinae